# Innoshima-Brücke
Die Innoshima-Brücke (japanisch 因島大橋 Innoshima-Ōhashi) ist eine Hängebrücke über die Mekari-Meerenge (布刈瀬戸) zwischen den Inseln Innoshima und Mukaishima in der japanischen Seto-Inlandsee. Sie liegt innerhalb des Verwaltungsgebiets der Stadt Onomichi in der Präfektur Hiroshima.
Sie ist eine der Brücken der Shimanami-Autobahn (auch Nishiseto-Autobahn, E76). Die etwa 60 km lange Autobahn verläuft von der Stadt Onomichi in der Präfektur Hiroshima auf Honshū nach Süden über die bewohnten Inseln Mukaishima, Innoshima, Ikuchijima, Ōmishima, Hakatajima und Ōshima bis zur Stadt Imabari in der Präfektur Ehime auf Shikoku. Die Inselkette ist Teil der Geiyo-Inseln und liegt innerhalb des Setonaikai-Nationalparks. Über diese und die Innoshima-Brücke führt auch der Shimanami-Kaidō-Radweg, der wegen der Aussicht über die Inseln der Seto-Inlandsee beliebt ist.
Die Brücken sind hellgrau angestrichen, um sich möglichst harmonisch in die Umgebung einzufügen. Östlich der Shimanami-Autobahn gibt es mit der Seto-Ōhashi für Kraftfahrzeuge und Eisenbahn zwischen Präfektur Okayama und Präfektur Kagawa sowie mit der Kōbe-Awaji-Naruto-Autobahn zwei weitere Brückenverbindungen zwischen Honshū und Shikoku.
Der Bau der Innoshima-Brücke begann am 31. Januar 1977. An der Bauausführung waren die Unternehmen Hitachi Zōsen, Kawada Industries, Kobe Steel, Nippon Steel Corporation und Nippon Kōkan beteiligt. Für den Aufbau wurden 29.700 t Stahl verbaut und für den Unterbau 5.400 t Stahl und 122.000 m³ Beton. Am 4. Dezember 1983 wurde die Brücke für den Verkehr freigegeben, als erste Hängebrücke unter den Honshū-Shikoku-Brücken. Sie hat eine Länge von 1339 m. Die Mittelspannweite von 770 m war zum Zeitpunkt der Fertigstellung die längste in Japan. Stand 2022 liegt der Rekord innerhalb Japans dagegen bei 1991 m der Akashi-Kaikyō-Brücke. Die Höhe der Innoshima-Brücke beträgt 145 m und ihre lichte Höhe etwa 50 m bei Flut. Der Durchmesser der Stahlkabel ist 618 mm. Die Fahrbahn ist zweispurig. Der Fahrrad- und Fußgängerweg verläuft unterhalb der Autofahrbahn.

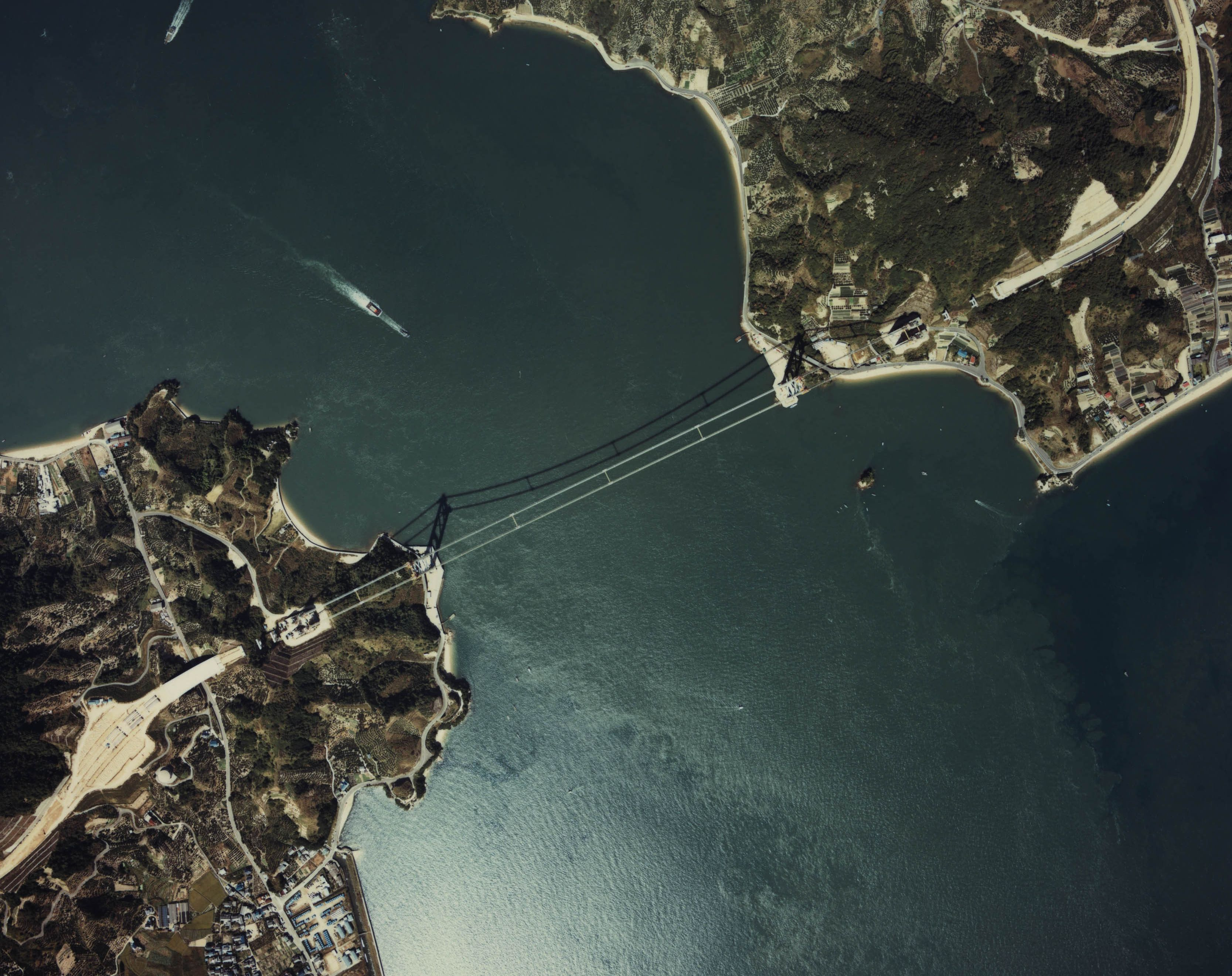
Luftbild aus der Bauphase von 1981
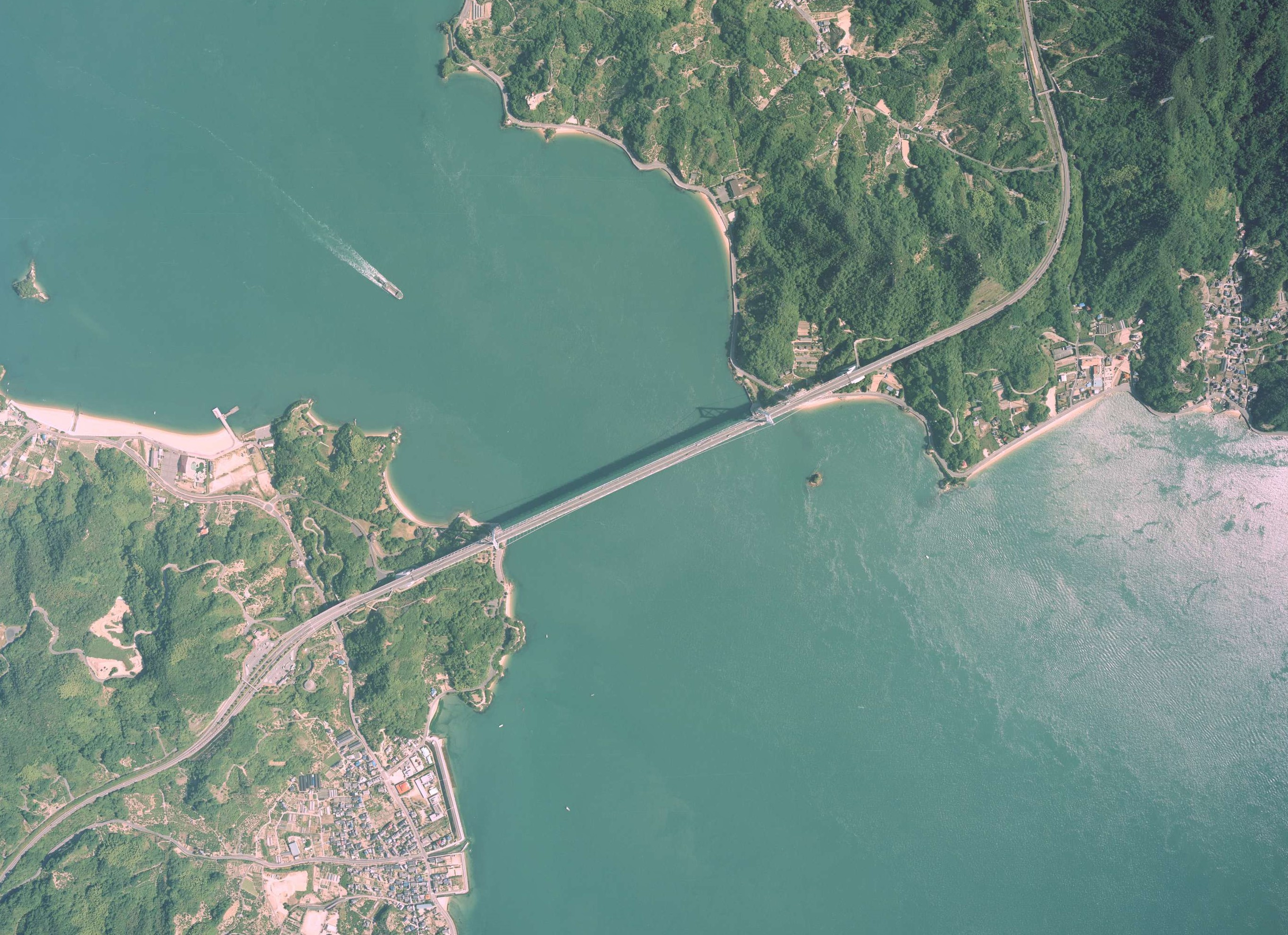
Luftbild von 2005
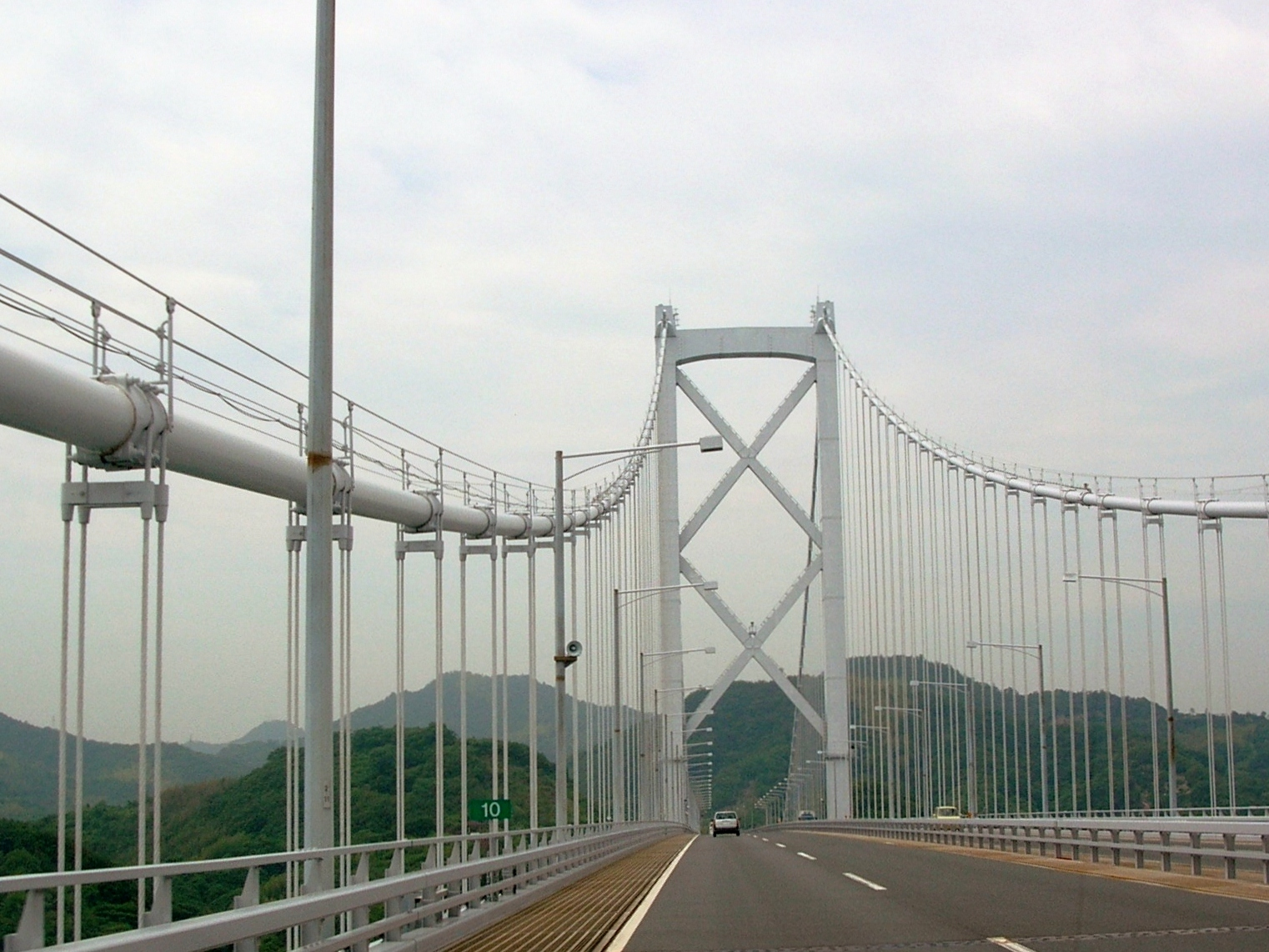
Fahrbahn
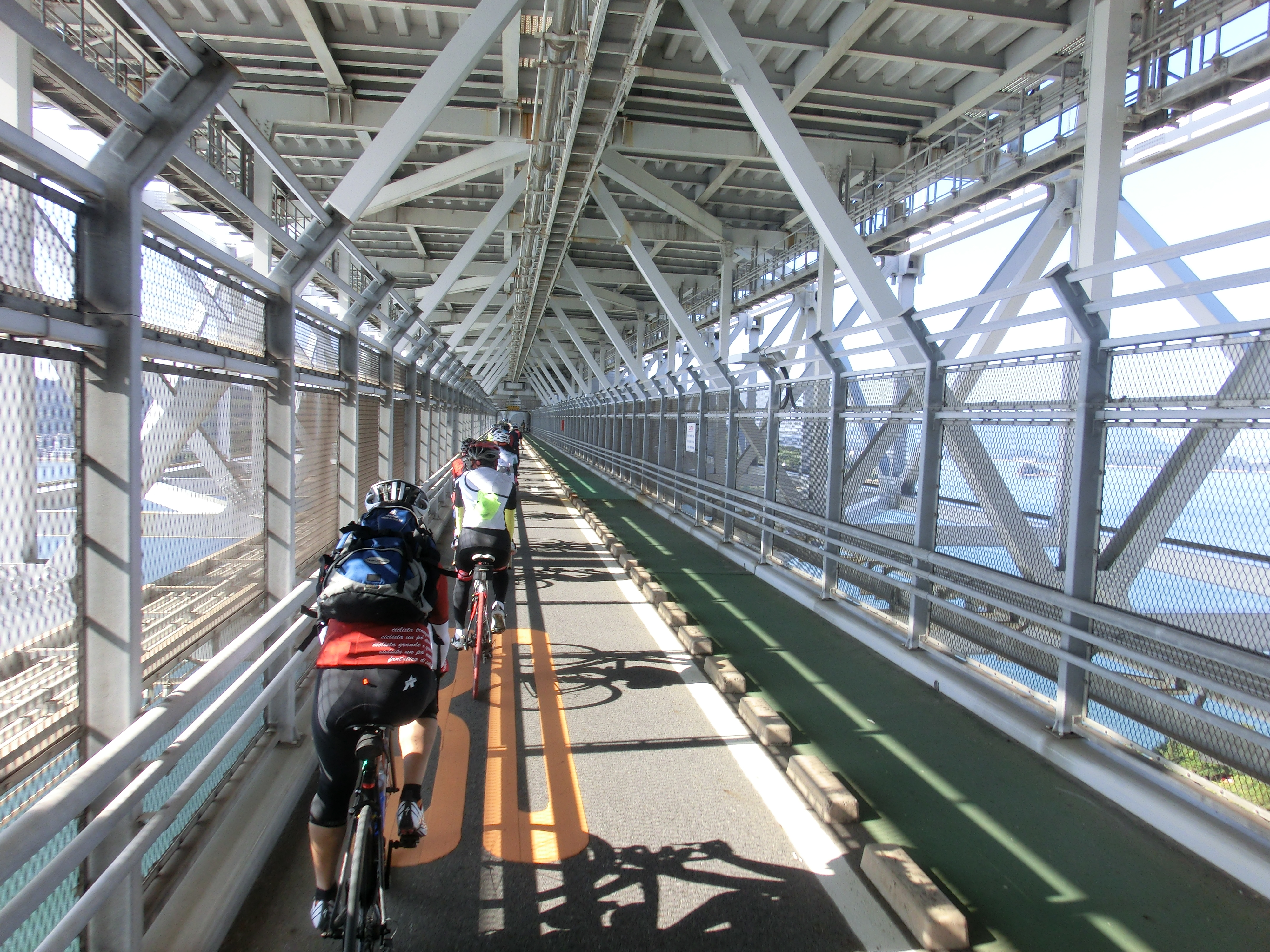
Rad- und Fußweg im Inneren der Brücke
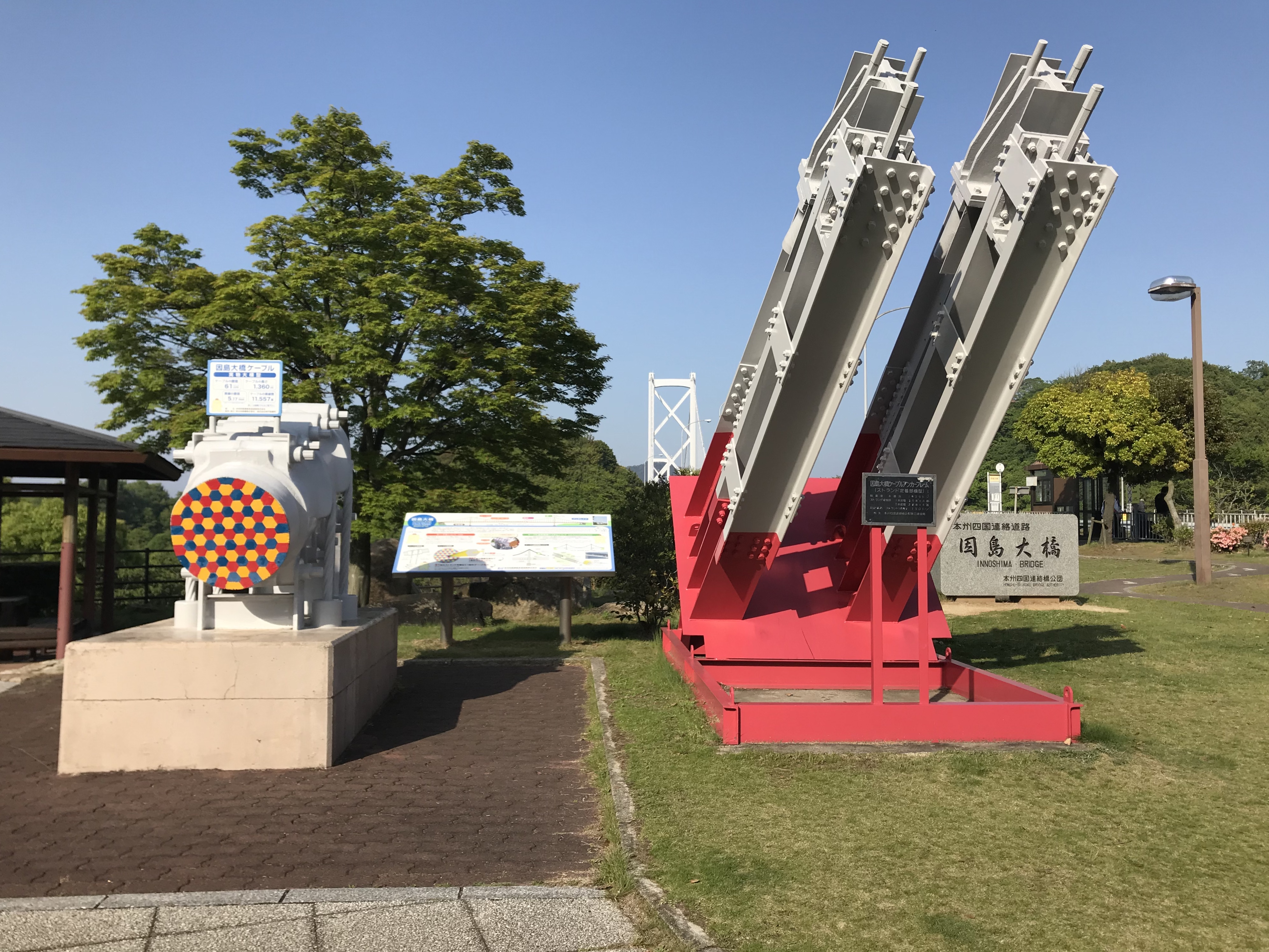
Modelle der verwendeten Kabel und Konstruktion